# Araucaria cunninghamii
Araucaria cunninghamii (Hoop pine in het Engels) is een conifeer uit de familie Araucariaceae. De soort is vernoemd naar Allan Cunningham. Er zijn twee variëteiten binnen deze soort, namelijk Araucaria cunninghamii var. cunninghamii die endemisch is in subtropische kustgebieden in Australië vanaf noordelijk Queensland tot aan de stad Coffs Harbour in New South Wales tot op een hoogtes van 1000 m en Araucaria cunninghamii var. papuana die endemisch is op Nieuw-Guinea, waar deze voorkomt in het Arfakgebergte van westelijke Papoea-Nieuw-Guinea en in de Indonesische provincie Papoea.

## Botanische beschrijving

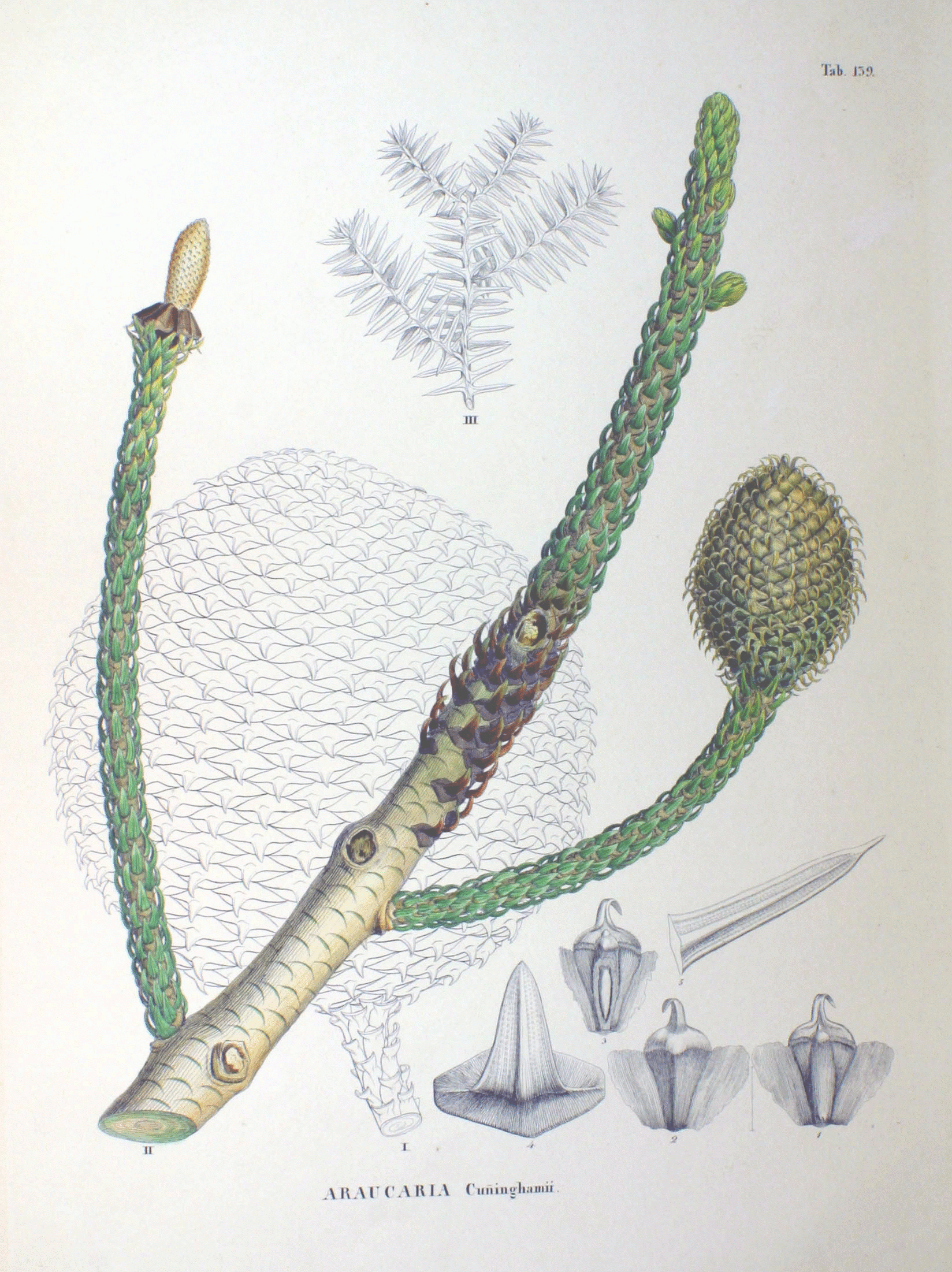
Schets van bladeren en kegels

Araucaria cunninhamii is een boom die tot 60 m hoog kan worden en een stamomtrek tot 4 m heeft. Meestal komen ze voor op drogere gronden in het regenwoud, op rotsige gronden of op gronden met een relatief lage vruchtbaarheid. Deze bomen groeien vrij traag (2,3 cm per jaar als ze eenmaal volwassen zijn) en worden ook erg oud: 450 jaar.
De bladeren worden 0,8-2 cm lang, zijn smal en omgebogen. Meestal is Araucaria cunninghamii eenhuizig waarbij vrouwelijke en mannelijke kegels zich op dezelfde boom bevinden. Mannelijke kegels zijn langgerekt, cilindrisch, 2-3 cm lang en 5-7 mm dik. Vrouwelijke kegels zijn ongeveer bolvormig, 8-10 cm lang en 6-8 cm dik. Zaden zijn 1,5 cm lang en 6-7 mm breed. Meestal krijgen ze voor het eerst kegels na 15 tot 25 jaar, maar dit kan ook 200 jaar duren.

## Cultivatie en toepassingen
Araucaria cunninghamii wordt in Australië aangeplant voor zowel decoratieve doeleinden als voor de houtproductie. In Australië wordt er 44500 hectare gebruikt om deze soort te kweken. Ook in Zuid-Afrika en in Papoea-Nieuw-Guinea zijn er plantages. In Papoea-Nieuw-Guinea zijn de populaties in het wild echter sterk uitgedund door de houtkap. De export van deze soort is dan ook verboden in Papoea-Nieuw-Guinea.
... · 
A. angustifolia · 
A. araucana (Slangenden) · 
A. bidwillii · 
A. columnari · 
A. cunninghamii · 
A. heterophylla · 
A. luxurians · 
...